# Josep Benet Serra i Julià
Josep Maria Benet Serra i Julià (Mataró, 11 de març de 1811 - Desert de les Palmes, Benicàssim, 8 de setembre de 1886) fou un religiós català, fundador de l'orde de les Oblates del Santíssim Redemptor.

## Biografia
Josep Serra nasqué a Mataró, fill de Josep Serra i Fuster, mercader, i de Teresa Julià. Als onze anys quedà orfe i fou educat a Barcelona. Prengué l'hàbit benedictí el 1827 a San Martín Pinario (Santiago de Compostel·la), prenent el nom religiós de Benet. Estudià després a Iratxe (Navarra) i Oviedo, fins que fou ordenat sacerdot el 18 de gener de 1835. En suprimir-se aquests anys els ordes religiosos a Espanya, marxà a Itàlia, ingressant a l'abadia de La Cava, propera a Nàpols.

### Estada a Austràlia
En 1844 marxà voluntari com a missioner a Austràlia, on desembarcà el 8 de gener de 1846, concretament a Elizabeth (Austràlia). Hi fundà una comunitat amb quatre benedictins, entre ells Rosendo Salvado, que evangelitzaren el territori de Victòria i edificaren el monestir de New Norcia (1847). El 9 de juliol de 1847 fou nomenat bisbe de Port Victòria, i anà a Europa per obtenir ajut econòmic i de personal per continuar la missió a Austràlia. A Roma, fou consagrat bisbe el 15 d'agost de 1848, però per pressions de John Brady, el vicari d'Austràlia Occidental, el títol fou canviat pel de bisbe auxiliar de Perth i bisbe titular de Daulia (1849).
El desembre de 1849 torna a Austràlia amb una bona quantitat de diners i quaranta religiosos i artesans. Tingué conflictes amb Brady, que no volia acceptar-lo com a bisbe auxiliar de Perth i volia prendre el control dels recursos que havia obtingut a Europa: només una visita disciplinària de l'arquebisbe Polding en 1852 va resoldre la qüestió. Entre 1850 i 1862 administrà la diòcesi de Perth, ampliant l'església existent i construint-ne de noves a Fremantle, Guildford, Toodyay, York, Dardanup, Albany i Bunbury, a més d'escoles a Perth i Fremantle. S'interessà per les condicions de vida dels presoners de Rottnest Island. El seu zel i la seva actitud en algunes qüestions polèmiques el van fer, però, impopular. Amb Salvado va escriure una Historia del origen, padecimientos, progresos, y porvenir de las misiones catolicas du Nueva-Holanda que van publicar a Barcelona en 1850.
En 1853, Serra visità Europa per qüestions de salut, i tornà a Austràlia en 1855 amb nous missioners i algunes germanes. Tingué conflictes amb el governador a causa de l'educació i les escoles que no depenien de l'Església. El seu caràcter l'imperdia d'arribar a cap acord, i Rosendo Salvado, company del bisbe, havia de solucionar els problemes. Mentrestant, Serra es desentenia de la fundació de New Norcia i dedicava la seva atenció a noves missions i al monestir de Subiaco, proper a Perth, i a la tasca pastoral a la diòcesi. Finalment, New Norcia aconseguí l'autonomia de Perth el 1859.

### Retorn a Espanya
Serra tornà a Europa per aconseguir que New Norcia tornés a la jurisdicció de Perth i a ocupar-se d'assumptes relacionats amb el projecte de nova catedral a Perth. Com que no va haver-hi canvis, el 1862 va renunciar a tots els títols que el vinculaven a Austràlia, renúncia acceptada per Pius IX, i tornà a Espanya. El 1864 comença a treballar a l'hospital de San Juan de Dios de Madrid, atenent i confessant dones prostituïdes i en situacions marginals; veu així la necessitat de fer algun tipus de treball social que les ajudi i convenç perquè l'ajudi Antonia María de Oviedo y Schönthal, aristòcrata madrilenya, antiga institutriu de les filles de l'antiga reina Maria Cristina de Borbó, a qui havia conegut el 1849.
L'1 de juny de 1864 obre el primer Asilo de Nuestra Señora del Consuelo a Ciempozuelos, per hostatjar-hi dones que volen deixar la prostitució. Per treballar-hi, funda la congregació de les Oblates del Santíssim Redemptor, dedicades al treball social amb noies en situacions marginals: el 2 de febrer de 1870, Antonia María de la Misericordia es converteix en la primera germana de la congregació. Aviat la congregació començà a difondre's per Espanya, Sud-amèrica i els Estats Units.
En política va militar en el carlisme. Al juny del 1870 va batejar a Vevey (Suïssa) el príncep Jaume de Borbó i de Borbó-Parma, fill del pretendent carlí Carles VII.
Hi ajudà a restaurar els monestirs benedictins de Samos, Santo Domingo de Silos i Valvanera. Acusat d'escàndol per residir al convent de les Oblates, el 1885 se li prohibeix viure-hi i confessar, i marxa al convent carmelita del Desert de les Palmes, a Benicàssim. Hi morirà el 8 de setembre de 1886, poc abans que arribés l'absolució de Roma.
Les seves despulles foren traslladades a Ciempozuelos (Madrid) el 1894, a la casa mare de la seva congregació.